# کوین مولر
کوین مولر (انگلیسی: Kevin Møller؛ زادهٔ ۲۰ ژوئن ۱۹۸۹) بازیکن هندبال اهل دانمارک است.
از باشگاه‌هایی که در آن بازی کرده‌است می‌توان به باشگاه هندبال بارسلونا اشاره کرد.